# 道場 (郡山市)
道場（どうば）は、福島県郡山市に所在する字である。郵便番号は963-8824。

## 地理
郡山市役所本庁所管地域である旧郡山地区に属し、住所としては「郡山市字道場」と表記される。北東で水門町、東で十貫河原、南で船場向、石塚、西で古川、北端角で芳賀とそれぞれ隣接する。JR東日本郡山駅東側市街地に位置し、一級水系阿武隈川と支流の谷田川に挟まれた地区の中で西側の阿武隈川右岸部の一角を範囲とする。郡山中央工業団地北部を擁し、域内は工場に占められるほか、わずかながら農地が点在する。芳賀に所在する郡山警察署芳賀交番、および堂前町に所在する郡山消防署本署がそれぞれ管轄にあたる。

### 河川・湖沼
一級水系阿武隈川水系
- 阿武隈川

## 世帯数と人口
2024年1月1日現在の世帯数と人口は以下の通りである。
| 町丁 | 世帯数 | 人口 |
| ---- | ------ | ---- |
| 道場 | -世帯  | -人  |

## 小・中学校の学区
市立小・中学校に通う場合、学区は以下の通りとなる。
| 番地 | 小学校             | 中学校                 |
| ---- | ------------------ | ---------------------- |
| 全域 | 郡山市立芳賀小学校 | 郡山市立郡山第四中学校 |

※隣接する水門町、十貫河原に準拠

## 交通

### 道路
- 一級市道59号金屋道場線

## 施設等
- 郡山中央工業団地
  - 東北アンリツ
  - TOHOピクス 郡山工場
  - 橋本総業 福島支店
  - ミノシマ 郡山営業所
  - ユアテック 郡山営業所
  - 日立建機日本 東北支社福島支店